# Nadia Saïdi
Pour les articles homonymes, voir Saïdi.
Nadia Saïdi est une lutteuse française.
Aux Championnats d'Europe, elle remporte la médaille d'argent en lutte féminine dans la catégorie des moins de 47 kg en 1988 à Dijon ; elle est battue en finale par sa compatriote Ferouza Cheurfi.